# Projet Gnome
Cet article concerne le projet Gnome. Pour les autres sens, voir Gnome (homonymie).
Le projet Gnome était le premier essai nucléaire du programme Plowshare (en 1961) et était le premier essai d'arme nucléaire continental depuis Trinity réalisé en dehors du site d'essais du Nevada. L’essai fut réalisé dans le sud du Nouveau-Mexique, à environ 40 km au sud-est de Carlsbad.

## Contexte
Initialement prévu en 1958, Gnome fut retardé par le moratoire sur les essais entre les États-Unis et l'Union soviétique qui dura de novembre 1958 jusqu'en septembre 1961, lorsque l'Union soviétique reprit ses essais nucléaires, mettant ainsi fin au moratoire. Le site choisi pour Gnome se trouvait à environ 40 km au sud-est de Carlsbad, au Nouveau-Mexique, dans une région de mines de sel et de potasse, ainsi que des puits de pétrole et de gaz.
Contrairement à la plupart des essais nucléaires, qui avait été axés sur le développement de l'arme, le tir Gnome fut conçu à des fins d’expériences scientifiques:
- « Étudier la possibilité de convertir la chaleur produite par une explosion nucléaire en vapeur pour la production d'énergie électrique »[2].
- « Explorer la faisabilité de la récupération des radioisotopes pour des applications scientifiques et industrielles »[3].
- « Utiliser le flux élevé de neutrons produits par la détonation pour une variété de mesures qui contribueraient à la connaissance scientifique en général et au programme de développement de réacteurs en particulier »[4].

L’essai Rainier de l'opération Plumbbob en 1957 avait permis d’apprendre qu’au cours d'une explosion nucléaire souterraine, de grandes quantités de chaleur ainsi que des radio-isotopes étaient créés, mais que la plupart étaient rapidement piégé dans la roche en fusion et inutilisable car la roche re-solidifiait. Pour cette raison, il fut décidé que Gnome exploserait à l'intérieur d'un dôme d’une couche de sel gemme. Le plan était d’injecter de l'eau à travers le sel fondu et utiliser la vapeur produite pour produire de l'électricité. Le sel durci pouvait ensuite être dissous dans de l'eau pour en extraire les radioisotopes. Gnome fut considéré comme extrêmement important pour l'avenir de la science nucléaire, car il pourrait démontrer que les armes nucléaires pouvaient être utilisées dans des applications pacifiques. La commission à l'énergie atomique invita des représentants de divers pays, l'ONU, les médias, les scientifiques intéressés et certains habitants de Carlsbad.
Alors que le tir Gnome est considéré comme le premier essai du programme Plowshare, il faisait également partie du programme Vela, qui fut initié dans le but d'améliorer la capacité des États-Unis à détecter explosions nucléaires souterraines et à haute altitude. Vela Uniform était la phase du programme concerné par les essais souterrains. Tous les signaux sismiques, les radiations, les ondes de sol, les impulsions électromagnétiques, et les mesures acoustiques furent étudiés lors de l’essai Gnome dans le cadre de Vela Uniform.

## Tir Gnome et conséquences

Coupe géologique du site du tir Gnome.

Gnome a été placée à 361 m sous terre à l’extrémité d'un tunnel long de 340 m qui était censé s’auto-étancher lors de la détonation. Gnome explosa le 10 décembre 1961, et développa une puissance de 3,1 kilotonnes. Même si l’explosion de Gnome devait sceller le tunnel, le plan ne fonctionna pas comme prévu. Deux à trois minutes après la détonation, de la fumée et de la vapeur commencèrent à émerger du puits. En conséquence, des radiations furent libérées et détectées hors du site, mais elle décrurent rapidement. Le volume de la cavité fut calculé à 28000 ± 2 800 mètres cubes avec un rayon moyen mesurée de 17,4 m dans la partie inférieure.
La détonation Gnome créa une cavité 20 m de largeur et 50 m de hauteur avec un plancher de roche et de sel fondus, qui piégea la plupart des radiations. Un nouveau puits fut foré à proximité du premier, et le 17 mai 1962, des équipes entrèrent dans la cavité engendrée par Gnome. Même si près de six mois s’étaient écoulés depuis la détonation, la température à l'intérieur de la cavité était toujours autour de 60 °C. À l'intérieur, ils trouvèrent des stalactites de sel fondu, et les parois de la cavité couverte de sel. Les radiations intenses due à la détonation donnèrent au sel des couleurs vertes, violettes, et de multiples nuances de bleu.
Aujourd'hui, tout ce qui existe pour montrer ce qui s’est produit sur le site de Gnome est un petit monument en béton avec deux plaques altérées par le temps et légèrement vandalisées.

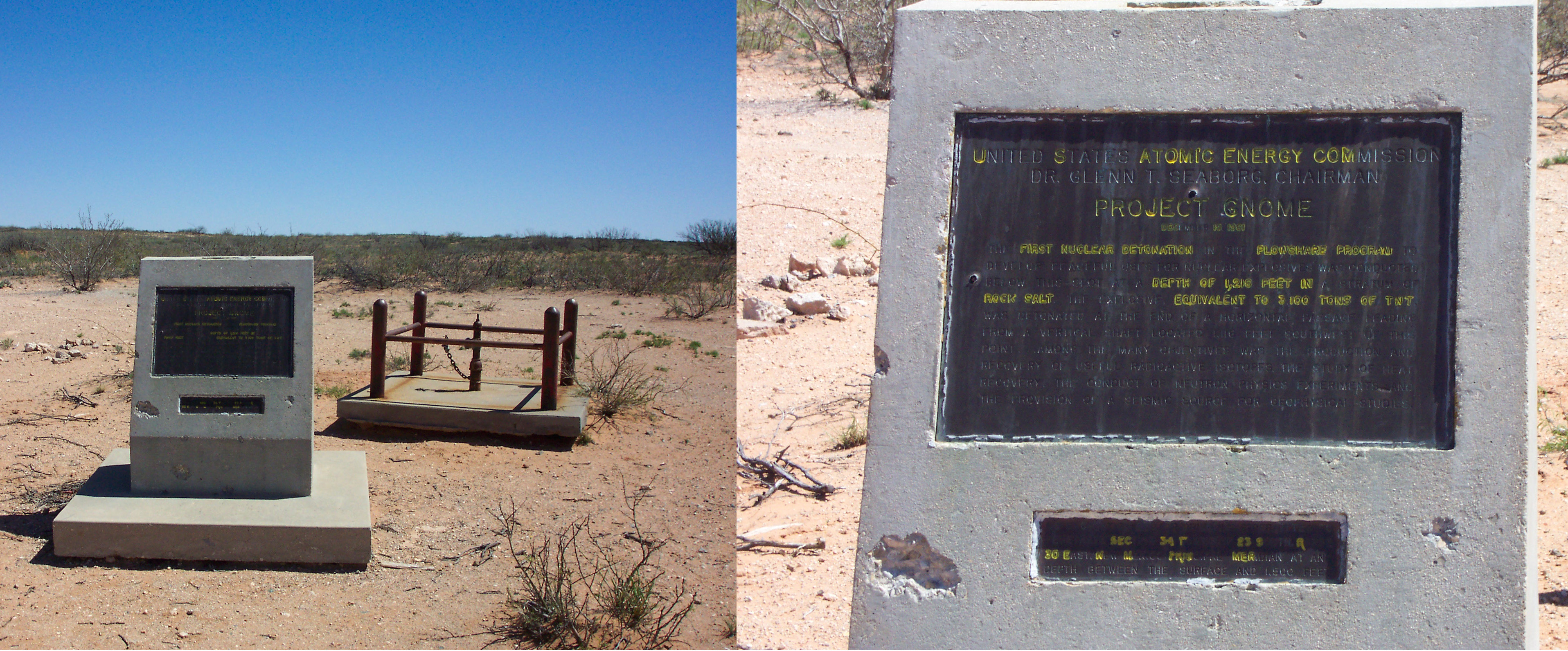
Plaque commémorative sur le site du projet Gnome en mars 2004.